# Němčice (Mladá Boleslav)
Němčice é uma comuna checa localizada na região da Boêmia Central, distrito de Mladá Boleslav.